# Frédéric-Albert Winsor
Frédéric Albert Winsor (1763 à Brunswick, principauté de Brunswick-Wolfenbüttel - 11 mai 1830 à Paris) est un inventeur allemand, l'un des pionniers du gaz d'éclairage au Royaume-Uni et en France.

## En Allemagne
En 1801, en principauté de Brunswick-Wolfenbüttel, Frédéric-Albert Winsor, qui avait traduit en allemand et en anglais le rapport de Philippe Lebon à l'Institut de France à propos du gaz d'éclairage, publie sur ce sujet, à Brunswick, un essai en trois langues qu'il dédie à SAS le duc régnant, qui avait été témoin avec toute sa cour de ses expériences sur l'éclairage produit par la distillation des bois de chêne et de sapin.

## En Angleterre
La même année, il vient à Londres faire des expériences, en public, au Lyceum Theatre. Il devient alors l'un des acteurs principaux dans l'avènement du gaz de houille comme gaz d'éclairage, d'abord en Angleterre, plus tard en France.
En 1807, les défauts du gaz de houille sont multiples. Bien plus que le potentiel explosif des gaz, la dangerosité du monoxyde de carbone (CO), le premier d'entre tous les problèmes est l’odeur insupportable, due pour l’essentiel au sulfure d'hydrogène (H2S).
Winsor à force d'argumentation et de pieux mensonges, réussit à convaincre l'administration londonienne de l’innocuité du gaz d'éclairage.
Le point de départ de cette nouvelle industrie est probablement, en 1804, la publication que fait Winsor à Londres, du prospectus d'une compagnie nationale pour la lumière et la chaleur, et dans lequel il promet à ceux qui déposent cent francs, un revenu annuel d'au moins 14250 fr. et qui peut, probablement, dépasser dix fois cette somme.
En 1805 plusieurs fabriques de Birmingham, sont éclairées au gaz par Frédéric-Albert Winsor et par son concurrent l'inventeur William Murdoch. À cette époque aussi, des appareils existent qui donnent des résultats assez satisfaisants.
En 1812, Winsor fonde la Gas Light and Coke Company (aussi connue sous le nom de Westminster Gas Light and Coke Company) qui produit du gaz et du coke. Elle était située sur la Horseferry Road dans le quartier londonien de Westminster. De celle-ci descend l'actuelle British Gas plc. La société constituée par charte royale le 30 avril 1812, sous le sceau du roi George III du Royaume-Uni est la première à fournir Londres en gaz de charbon. Elle était régi par une "Cour d'administrateurs", qui se réunit pour la première fois le 24 juin 1812. La capitalisation initiale est d'un million de livres (environ £ 9 milliards aux prix de 2005), en 80 000 parts.
La première usine à gaz est réalisée par Friedrich Accum sur Curtain Road à Londres pour compte de la Gas Light and Coke Company.

## En France
En 1816, La compagnie Winsor arrive à Paris. Les premières réalisation, le passage des Panoramas, l'éclairage du Luxembourg et le pourtour de l'Odéon suscitent dans la population parisienne autant d'approbation que de désapprobation, d'enthousiasme que de peurs, notamment quant au risque d'explosion des gazomètres,.
Winsor abandonne l'entreprise qui s'avère désastreuse et elle est reprise par un certain Pauwels: la Compagnie française, comme elle est nommée prend son siège, faubourg Poissonnière et fonctionne jusqu'en 1833, époque où elle est supprimée.
Louis XVIII, désireux de rattacher à son règne quelques grandes innovations, et voyant en France la décadence d'une industrie qui fleurit en Angleterre, investit personnellement dans une autre entreprise qui prend le titre de Compagnie royale d'éclairage par le gaz. Par la suite, en 1822, Louis XVIII ordonne qu'on vende l'établissement, et les acquéreurs lui conservent son premier nom.
Une troisième société, la Société anglaise, détenue par des Anglais est autorisée. Trois sociétés sont ainsi en concurrence pour l'éclairage de Paris.
Winsor meurt en 1830 à Paris et est enterré au cimetière du Père-Lachaise, dans la division 37.